# Liridon Kalludra
Liridon Kalludra (Kosovska Mitrovica, Kosovo, 5 de septiembre de 1991) es un futbolista kosovar nacionalizado sueco. Juega de mediocampista y su equipo actual es el IK Oddevold de la Superettan.

## Selección nacional
| Selección        | Sede    | Año  | PJ | Goles |
| ---------------- | ------- | ---- | -- | ----- |
| Selección Sub-19 | Francia | 2010 | 1  | 0     |

## Clubes
| Club            | País    | Año       | PJ  | Goles |
| --------------- | ------- | --------- | --- | ----- |
| Ljungskile SK   | Suecia  | 2009-2010 | 17  | 1     |
| Kristiansund BK | Noruega | 2010-2014 | 59  | 14    |
| Sarpsborg 08    | Noruega | 2015      | 14  | 1     |
| Kristiansund BK | Noruega | 2015-2022 | 192 | 17    |
| IK Oddevold     | Suecia  | 2023-act. | 60  | 16    |